# Palojärvi (sjö i Finland, Norra Österbotten)
Iso Palojärvi eller Palojärvi är en sjö i Finland. Den ligger i kommunen Ijo i landskapet Norra Österbotten, i den centrala delen av landet, 600 km norr om huvudstaden Helsingfors. Iso Palojärvi ligger 50,2 meter över havet. Arean är 75 hektar och strandlinjen är 5,54 kilometer lång. Sjön  ingår i Ijo älvs huvudavrinningsområde. 